# Coupe des nations de rink hockey 1954
Navigation
Coupe des nations 1953 Coupe des nations 1955
La Coupe des nations de rink hockey 1954 est la 28e édition de la compétition. La coupe se déroule en avril 1954 à Montreux.

## Déroulement
La compétition se compose d'un championnat à 8 équipes. Chaque équipes rencontrant les sept autres une seule fois.

## Résultats
|    | Équipes           | Pts | J | G | N | P | BP | BC | Diff |
| -- | ----------------- | --- | - | - | - | - | -- | -- | ---- |
| 1º | Portugal          | 20  | 7 | 6 | 1 | 0 | 27 | 9  | 18   |
| 2º | Montreux HC       | 19  | 7 | 6 | 0 | 1 | 25 | 12 | 13   |
| 3º | Italie B          | 17  | 7 | 5 | 0 | 2 | 29 | 11 | 18   |
| 4º | RCD Español       | 14  | 7 | 3 | 1 | 3 | 15 | 15 | 0    |
| 5º | Herne Bay         | 13  | 7 | 3 | 0 | 4 | 16 | 19 | -3   |
| 6º | Allemagne         | 11  | 7 | 2 | 0 | 5 | 17 | 28 | -11  |
| 7º | Klopstokia RHC    | 10  | 7 | 1 | 1 | 5 | 19 | 36 | -17  |
| 8º | Bordeaux/Biarritz | 8   | 7 | 0 | 1 | 6 | 12 | 30 | -18  |

|                   |  |     | Italie |     | Allemagne |     | Portugal |     |
| ----------------- |  | --- | ------ | --- | --------- | --- | -------- | --- |
| Montreux HC       |  | 2-1 | 4-1    | 6-3 | 5-1       | 4-2 | 1-2      | 3-2 |
| RCD Español       |  |     | 1-4    | 1-0 | 3-4       | 4-2 | 1-1      | 4-2 |
| Italie B          |  |     |        | 4-0 | 5-2       | 7-2 | 0-1      | 8-1 |
| Bordeaux/Biarritz |  |     |        |     | 3-4       | 4-4 | 2-6      | 0-5 |
| Allemagne         |  |     |        |     |           | 4-5 | 1-5      | 1-2 |
| Klopstokia RHC    |  |     |        |     |           |     | 3-10     | 1-3 |
| Portugal          |  |     |        |     |           |     |          | 2-1 |
| Herne Bay         |  |     |        |     |           |     |          |     |

## Classement final
| Lugar | Seleção             |
| ----- | ------------------- |
|       | Portugal            |
|       | Montreux HC         |
|       | Italie B            |
| 4     | RCD Español         |
| 5     | Herne Bay           |
| 6     | Allemagne           |
| 7     | Klopstokia RHC      |
| 8     | Bordeaux / Biarritz |

| Vainqueur du tournoi de Montreux 1954 |
| ------------------------------------- |
| Portugal 3°                           |